# 청취음성학
청취음성학(Auditory phonetics)은 말소리의 청취 및 인식을 연구하는 음성학의 한 분야이다.
청취음성학은 말소리를 듣고 말을 지각하는 것과 관련된 음성학의 한 분야이다. 따라서 언어 자극과 뇌의 특정 영역을 포함하여 말초 및 중추 청각 시스템의 메커니즘에 의해 매개되는 자극에 대한 청취자의 반응 사이의 관계에 대한 연구를 수반한다. 방법과 질문이 중복되지만 어쿠스틱 및 조음 음성학과 함께 음성학의 세 가지 주요 분기 중 하나를 구성한다고 한다.

## 같이 보기
- 음향음성학
- 조음음성학
- 착청
- 청각계
- 음향심리학